# 119 Carinae
119 Carinae (i Carinae) é uma estrela na direção da Carina. Possui uma ascensão reta de 09h 11m 16.77s e uma declinação de −62° 19′ 01.3″. Sua magnitude aparente é igual a 3.96. Considerando sua distância de 499 anos-luz em relação à Terra, sua magnitude absoluta é igual a −1.97. Pertence à classe espectral B3IV.